# 上天草市立龍ヶ岳小学校
上天草市立龍ヶ岳小学校（かみあまくさしりつ りゅうがたけしょうがっこう）は、熊本県上天草市龍ヶ岳町高戸にある公立小学校。

## 沿革
- 2011年 - 高戸小学校、樋島小学校、大道小学校を統合し龍ヶ岳小学校開校